# Spoorlijn Frasne - Verrières-de-Joux (grens)

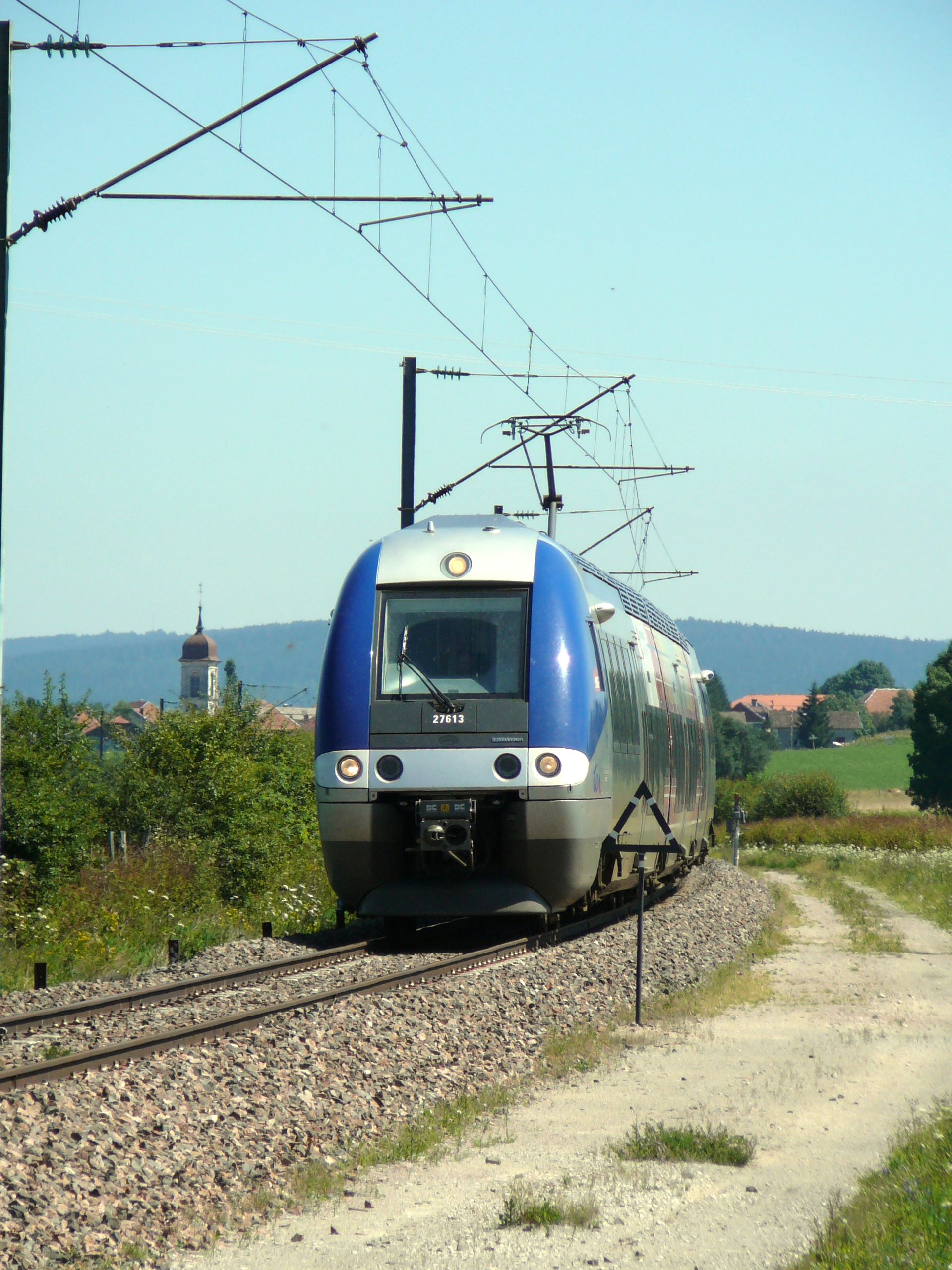
Nabij Sainte-Colombe

De spoorlijn Frasne - Verrières-de-Joux is een spoorlijn in Frankrijk van ongeveer 28 km lengte. De lijn werd in de periode 1860-1862 in gebruik genomen.
De lijn loopt van station Frasne (gemeente Frasne) en dan via station La Rivière en station Sainte-Colombe naar de Franse plaats Verrières-de-Joux op de grens met Zwitserland. Daarna eindigt de lijn op station Les Verrières in de Zwitserse gemeente Les Verrières.

## Openingsgeschiedenis
- Pontarlier - Les-Verrières : 25/07/1860
- Frasne - Pontarlier : 6/11/1862